# Notre-Dame (Verdon)
Die Notre-Dame (französisch: Ruisseau Notre-Dame) ist ein kleiner Fluss im Südosten von Frankreich, der im Département Alpes-de-Haute-Provence der Region Provence-Alpes-Côte d’Azur nordöstlich der Stadt Aix-en-Provence verläuft.

## Geografie

### Verlauf
Die Notre-Dame entspringt im Gemeindegebiet von Valensole, verläuft generell Richtung Südwest durch den Regionalen Naturpark Verdon und mündet nach rund 18 Kilometern im Ortsgebiet von Gréoux-les-Bains als rechter Nebenfluss in den Verdon.

### Orte am Fluss
(Reihenfolge in Fließrichtung)
- La Moutonne, Gemeinde Valensole
- Valensole
- Gréoux-les-Bains